# Ordine della Corona del Brunei
Il Molto Onorevole Ordine della Corona del Brunei è un ordine cavalleresco del Brunei.

## Storia
L'Ordine è stato fondato il 1º marzo 1954 per premiare i servizi al sultano del Brunei, o che siano meritevoli di riconoscimento da parte dello Stato.

## Classi
L'Ordine dispone delle seguenti classi di benemerenza che danno diritto a dei post nominali qui indicati tra parentesi:
- Gran Commendatore (SPMB)
- Commendatore (DPMB)
- Compagno (SMB)

## Insegne
- Il nastro è giallo con bordi bianchi e neri.